# Ben Stafford
Ben Stafford (* 18. Dezember 1978 in Edina, Minnesota) ist ein ehemaliger US-amerikanischer Eishockeyspieler, der im Verlauf seiner Profikarriere zwischen 1997 und 2005 vorwiegend in der American Hockey League (AHL) aktiv war.

## Karriere
Stafford spielte zunächst von 1994 bis 1997 in seiner Geburtsstadt Edina in der Eishockeymannschaft der  Edina High School. Im Anschluss begann er ein Studium an der renommierten Yale University in New Haven, Connecticut. Insgesamt vier Spielzeiten stand der Stürmer für die Bulldogs auf dem Eis. In seiner letzten Saison führte Stafford das Team als Mannschaftskapitän an.
Zur Saison 2001/02 wechselte der Rechtsschütze in den Profibereich und stand in seiner Debütsaison in der ECHL und American Hockey League im Einsatz. In der ECHL gelang ihm der sofortige Durchbruch, als er in 56 Spielen der regulären Saison 61 Scorerpunkte erzielte. Damit war er teamintern zweitbester Scorer und wurde als einer der besten Neuprofis in das ECHL All-Rookie Team berufen.
Weiters erhielt der US-Amerikaner den ECHL Sportsmanship Award für hohen sportlichen Standard und vorbildliches Benehmen. In der AHL spielte er in derselben Saison für die Philadelphia Phantoms, Saint John Flames und Providence Bruins. Von 2002 bis 2005 war Stafford Stammspieler bei den Philadelphia Phantoms, mit denen er zum Abschluss seiner Profikarriere den Calder Cup gewann. 

## Erfolge und Auszeichnungen
- 2002 ECHL All-Rookie Team
- 2002 ECHL Sportsmanship Award
- 2005 Calder-Cup-Gewinn mit den Philadelphia Phantoms

## Karrierestatistik
(Legende zur Spielerstatistik: Sp oder GP = absolvierte Spiele; T oder G = erzielte Tore; V oder A = erzielte Assists; Pkt oder Pts = erzielte Scorerpunkte; SM oder PIM = erhaltene Strafminuten; +/− = Plus/Minus-Bilanz; PP = erzielte Überzahltore; SH = erzielte Unterzahltore; GW = erzielte Siegtore; 1 Play-downs/Relegation; Kursiv: Statistik nicht vollständig)